# Khudāganj (ort i Indien, Farrukhābād)
Khudāganj är en ort i Indien.   Den ligger i distriktet Farrukhābād och delstaten Uttar Pradesh, i den centrala delen av landet, 290 km sydost om huvudstaden New Delhi. Khudāganj ligger 143 meter över havet.